# Equity multiplier
L'equity multiplier è una misura della leva finanziaria.

## Descrizione
Calcolato come:
Totale attività / Valore contabile del patrimonio netto.
Come tutti i rapporti di gestione del debito, il moltiplicatore del patrimonio netto è un modo di esaminare come una società utilizza il debito per finanziare le sue attività. Conosciuto anche come il rapporto di leva finanziaria o leverage ratio.
In altre parole, questo rapporto presenta un totale attivo di una società per ogni euro di patrimonio netto. Un moltiplicatore del patrimonio netto più elevato indica una maggiore leva finanziaria, il che significa che la società si basa più sul debito per finanziare le proprie attività.
Assieme all'indice di rotazione del capitale investito ed al margine commerciale è utilizzato nel modello DuPont per il calcolo del ROE.